# Mein Freund Bunbury
Mein Freund Bunbury ist ein Musical mit Musik von Gerd Natschinski, Gesangstexten von Jürgen Degenhardt und einem Libretto von Helmut Bez und Jürgen Degenhardt frei nach der Komödie The Importance of Being Earnest von Oscar Wilde. Es wurde am 2. Oktober 1964 unter dem Dirigat von Werner Krumbein am Berliner Metropol-Theater uraufgeführt. Das Musical erlebte in 155 Inszenierungen mehr als 5.000 Aufführungen und wurde in zehn Sprachen übersetzt. An einer Reihe von Bühnen wurde das Werk bereits zum zweiten Mal inszeniert, auch vom Berliner Uraufführungstheater; in Wittenberg (Mai 1999), in Dresden (Februar 1999) und Leipzig schon zum dritten Mal. Es gilt als das bisher erfolgreichste Musical deutscher Autoren.
Natschinski äußert sich zu seiner Musik folgendermaßen: „Mein Freund Bunbury spielt in den zwanziger Jahren, die eindeutig charakterisiert werden können durch Modetänze der Zeit, durch Black Bottom, Charleston und andere. Damit ist ein Fundament gegeben, auf dem die Personen agieren und zu dem sie sich unterschiedlich verhalten: Den Lords und Ladies der upper ten werden antiquierte musikalische Mittel zugewiesen, während Cecily als die progressivste Figur, die in einem Leben inmitten ihrer heuchelnden Umwelt entfliehen möchte, bis zu den Elementen der heutigen Tanzmusik vordringt. Jack heuchelt nach außen hin den Heilsarmeesoldaten. Ich habe ihm musikalische Formen beigegeben, die ihn zwar keineswegs diskreditieren, ihm aber auch eine moderne Aussageweise verwehren: Tango und Walzer.“

## Inhalt
Jack und sein Mündel Cecily stehen an einem Londoner Bahnhof und sammeln für die Zwecke der Heilsarmee, zusammen mit Miss Prism und Pastor Chasuble. In Gedanken sind beide bereits ganz woanders. Jack möchte zu seinem Freund Algernon, um sich dort mit dessen Cousine Gwendolen zu verloben, und Cecily will umgehend zur „Music Hall“, da sie dort als „Sunshine Girl“ auftritt. Miss Prism und der Pastor ahnen von diesen Plänen nichts.
Im Hause des Krimiautors Algernon Moncrieff ist die Langeweile ausgebrochen. Er sucht nach einer Ausrede, um sich von seinen Freunden loszueisen und die „Music Hall“ zu besuchen. Sein Butler Jeremias meldet daraufhin dienstbeflissen, dass sein armer (imaginärer) Freund Bunbury angerufen hat und ihn dringend zu sprechen wünscht. Die Freunde verlassen aufgrund dieser Nachricht das Haus, doch da taucht Jack auf und hält ihn vorerst von seinem Plan ab – genauso wie Algernons Tante Lady Bracknell und seine Cousine Gwendolen, die kurze Zeit später auftauchen. Nach einigem Hin und Her verlassen Jack und Gwendolen heimlich das Haus. Algernon schafft es zudem, seiner Tante eine Bearbeitung seines letzten Romans aus der Tasche zu ziehen, bevor er endlich zu seinem Freund „Bunbury“ aufbrechen kann.
Algernon besucht die „Music Hall“ nicht ohne Grund. Das „Sunshine Girl“ hat es ihm angetan, und er engagiert sie spontan für Jacks und Gwendolens Verlobung. Allerdings stellt er sich nicht als Mr. Moncrieff bei Cecily vor, sondern benutzt sein Pseudonym Bunbury. Cecily, die den Namen Bunbury bereits von Jack öfters als Ausrede präsentiert bekommen hat, ist entzückt und neugierig, diesen verruchten Bunbury endlich persönlich kennenzulernen.
Auf der Verlobungsfeier kommt es zum Eklat. Jack muss vor Lady Bracknell zugeben, dass er nicht vermögend ist und für die Heilsarmee arbeitet. Schlimmer noch: Er kann weder Vater noch Mutter vorweisen, denn Thomas Cardew, der verstorbene General der Heilsarmee, fand ihn als Baby in einer Reisetasche in der Gepäckaufbewahrung der Victoria Station. Lady Bracknell wirft ihn hinaus.
Cecily, die glaubt, von Bunbury persönlich engagiert worden zu sein, muss erfahren, dass sie ausgerechnet auf der Verlobungsfeier ihres Onkels Jack auftreten soll. Somit wäre sie als „Sunshine Girl“ enttarnt und ihr Vermögen dahin – denn eben jener Thomas Cardew vermachte ihr in seinem Testament 25.000 Pfund, aber nur, wenn sie bis zu ihrem 25. Geburtstag der Heilsarmee treu bleibe, um dort ausschließlich „fromme Lieder“ zu singen. Die Sache wird ein wenig kompliziert, doch alle Figuren schaffen es vorerst noch einmal, sich geschickt aus der Affäre zu ziehen.
Der verliebte Algernon, der nun das Geld bei Cecily wittert, macht sich auf den Weg zur Heilsarmee. Ein Zusammentreffen aller beteiligten Personen ist unvermeidlich und es kommt zum Showdown. Doch Ende gut, alles gut! Jack bekommt seine Gwendolen und auch Algernon und Cecily werden heiraten. Sogar für Lady Bracknell findet sich etwas. Das Finale ist voller Überraschungen und enttarnt das große Lügengebäude um den Freund Bunbury.

## Musikfolge
I.Akt
- Vorspiel
- Kommt und seid fröhlich (Jack, Cecily, Chasuble, Prism, Chor)
- Die ernsten Pflichten (s. o.)
- Von morgens bis nach Mitternacht (Chasuble, Prism, Chor, singendes Ballett)
- Reminiszenz: Die kleinen Freuden (Cecily, Jack)
- Mein Freund Bunbury (Algernon)
- Five o’clock - Black Bottom (Algernon, Quartett, Chor)
- Mein Freund Bunbury (Algernon, Jack)
- So wie du (Gwendolen, Jack)
- Ein bißchen Horror und ein bißchen Sex (Lady Bracknell)
- Zwischenspiel und Ballettreminiszenz
- Piccadilly (Cecily, Herrenquartett, Chor)
- Fatima (Gwendolen, Chor)
- Die upper ten (Lady Bracknell, Chor)
- Weil ich verliebt und glücklich bin (Algernon)
- Hochstapler-Tango (Jack, Gwendolen, Chor)
- Ich halt dich fest fürs ganze Leben (Cecily, Algernon)
- Finale I (Cecily, Lady Bracknell, John, Chor)

II.Akt
- Ich glaube, es war der Jasmin (Cecily)
- Ich bin perplex (Cecily, Algernon, Jack)
- Sunshine-Girl (Cecily, Algernon)
- Damals in Soho (Cecily, Chor)
- Reminiszenz: So wie du (Gwendolen, Jack)
- Wie die Männer lügen (Cecily, Gwendolen, Algernon, Jack, John)
- Gluck, gluck ein guter Schluck (Chasuble, Chor)
- Finale II (Alle)[3]